# Ивановская территориальная администрация
Ивановская территориальная администрация — сельское территориальное образование в Губкинском городском округе Белгородской области, включающее в себя 4 населённых пункта. Глава администрации — Шкурат Юлия Витальевна.

## Состав
| Вид населённого пункта | Наименование | Население |
| ---------------------- | ------------ | --------- |
| село                   | Ивановка     | 681       |
| хутор                  | Михайловский | 46        |
| хутор                  | Осиновский   | 28        |
| село                   | Панки        | 110       |